# 이요시역

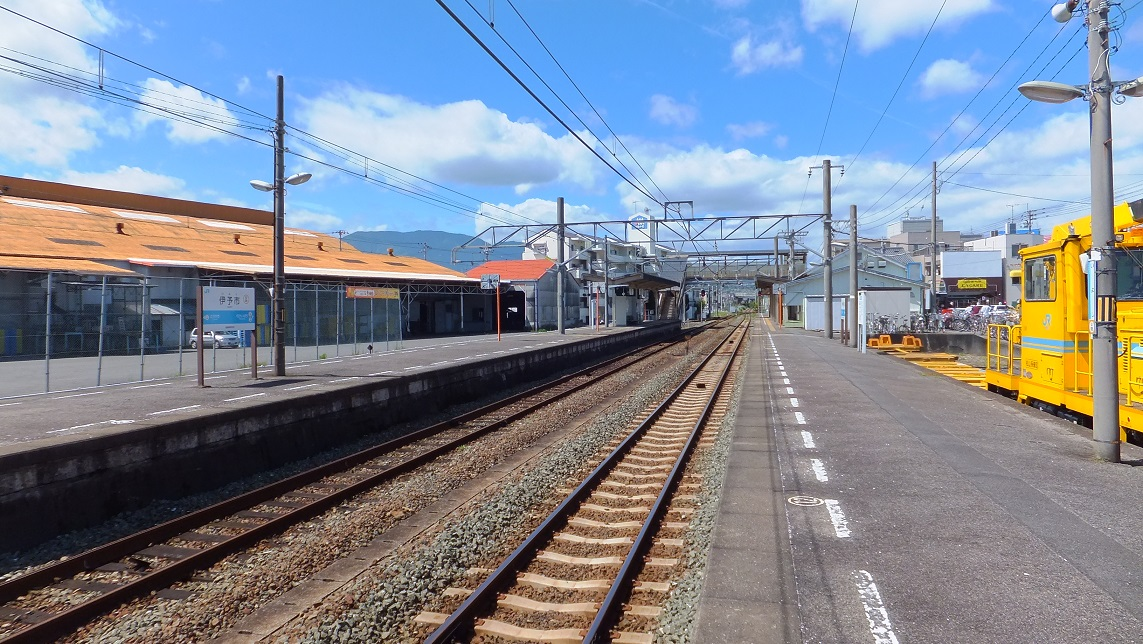

이요시역(일본어: 伊予市駅 이요시에키[*])은 일본 에히메현 이요시 있는 시코쿠 여객철도 요산선의 역이다. 역 번호는 U05이며, 단선 · 섬식의 형태를 합친 복합 구조의 철도 역사이다.

## 이용 현황
| 연도     | 하루 평균 승차 인원 |
| 2006년도 | 1,414명             |
| -------- | ------------------- |

## 역 주변
- 군추코 역 - 이요 철도 군추 선
- 이요 시청
- 고시키하마 공원 (해수욕장)
- 국도 제56호선 · 국도 제378호선

## 역사
- 1930년 2월 27일 : 미나미군추역(일본어: 南郡中駅)으로서 개업.
- 1957년 4월 1일 : 이요시역으로 개칭.
- 1987년 4월 1일 : 민영화에 의해, 시코쿠 여객철도로 이관.

## 인접 정차역
| 시코쿠 여객철도 요산선      | 시코쿠 여객철도 요산선 | 시코쿠 여객철도 요산선               |
| --------------------------- | ---------------------- | ------------------------------------ |
| U 04 도리노키 마쓰야마 방면 | 요산 선                | 무카이바라 U 06 · S 06 이요오즈 방면 |